# Charles Palliser
Pour les articles homonymes, voir Palliser.
Charles Palliser, né le 11 décembre 1947 à Holyoke au Massachusetts, est un écrivain américain d'origine britannique.
Il est principalement connu pour son roman The Quincunx (en) (Le Quinconce), vendu à plus d'un million d'exemplaires.

## Biographie
Il est le frère du journaliste Marcus Palliser.

## Œuvres
- The Quincunx, 1989 ; 1990.
  - Traduction française : Le quinconce, 5 tomes, Éditions Phébus, 1993; réédition aux Éditions Libretto, 2015.
- The Sensationist, 1991.
- Betrayals, 1993.
  - Traduction française : Trahisons, Éditions Phébus, 1996.
- The Unburied, 1999.
  - Traduction française : Les morts reviennent toujours, Éditions Phébus, 1999.
- Rustication, 2013.
  - Traduction française : Mère et fille, Éditions Joëlle Losfeld, 2015.

## Prix
- Sue Kaufman Prize for First Fiction (en) de l'Académie américaine des arts et des lettres 1991 pour The Quincux.
- International IMPAC Dublin Literary Award 2001 pour The Unburied.